# Algemene periodieke keuring

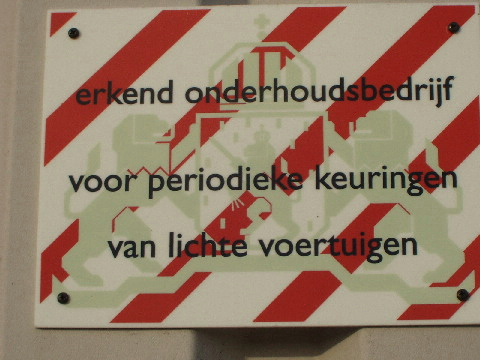
Een Nederlands keuringsbedrijf is te herkennen aan dit schild

De algemene periodieke keuring (apk-keuring of kortweg apk) is de Nederlandse implementatie van de in Europa wettelijk verplichte autokeuring ter bevordering van de verkeersveiligheid en ter bescherming van het milieu.
Nieuwe auto's die op benzine, elektriciteit, of alcohol rijden, moeten sinds 1 januari 1995 regelmatig gecontroleerd worden op eventuele gebreken. In 2021 geldt hiervoor de termijnen die ook al per 2005 golden. Vier jaar na de ingebruikname moet voor het eerst worden gekeurd, daarna twee keer om de twee jaar en vervolgens ieder jaar opnieuw. Nieuwe auto's die op diesel of lpg rijden moeten de eerste keer na drie jaar worden gekeurd en daarna jaarlijks. Auto's ouder dan 30 jaar hoeven slechts elke twee jaar te worden gekeurd, auto's ouder dan 50 jaar zijn vrijgesteld van de keuringsplicht. De afloopdatum van de keuringsperiode staat in het keuringsrapport.
Vanaf 20 mei 2018 wordt strenger gekeurd met onder andere aandacht voor het antiblokkeersysteem (ABS), het airbag- en gordelspansysteem, een correcte bandenspanning, de elektrische stuurbekrachtigingen en de elektronica van het remsysteem.
Als een auto binnen twee maanden vóór de einddatum goedgekeurd wordt, dan wordt ten op zichte van de oude einddatum verlengd. Wordt een auto langer dan twee maanden vóór de afloop van de huidige periode goedgekeurd, dan geldt de nieuwe periode vanaf de datum van goedkeuring. De einddatum van het keuringsbewijs mag niet overschreden worden.
Met een ongeldige apk mag het voertuig niet op de openbare weg komen. Wel mag via de kortste weg naar een apk-station gereden worden en moet het verzekerd zijn. Het voertuig moet dan gestald worden op privéterrein, en geschorst om niet te hoeven voldoen aan de apk-plicht. Zonder geldige apk of schorsing volgt automatisch een boete.
De verplichte apk werd in Nederland ingevoerd op 15 september 1985.

## Wettelijk kader

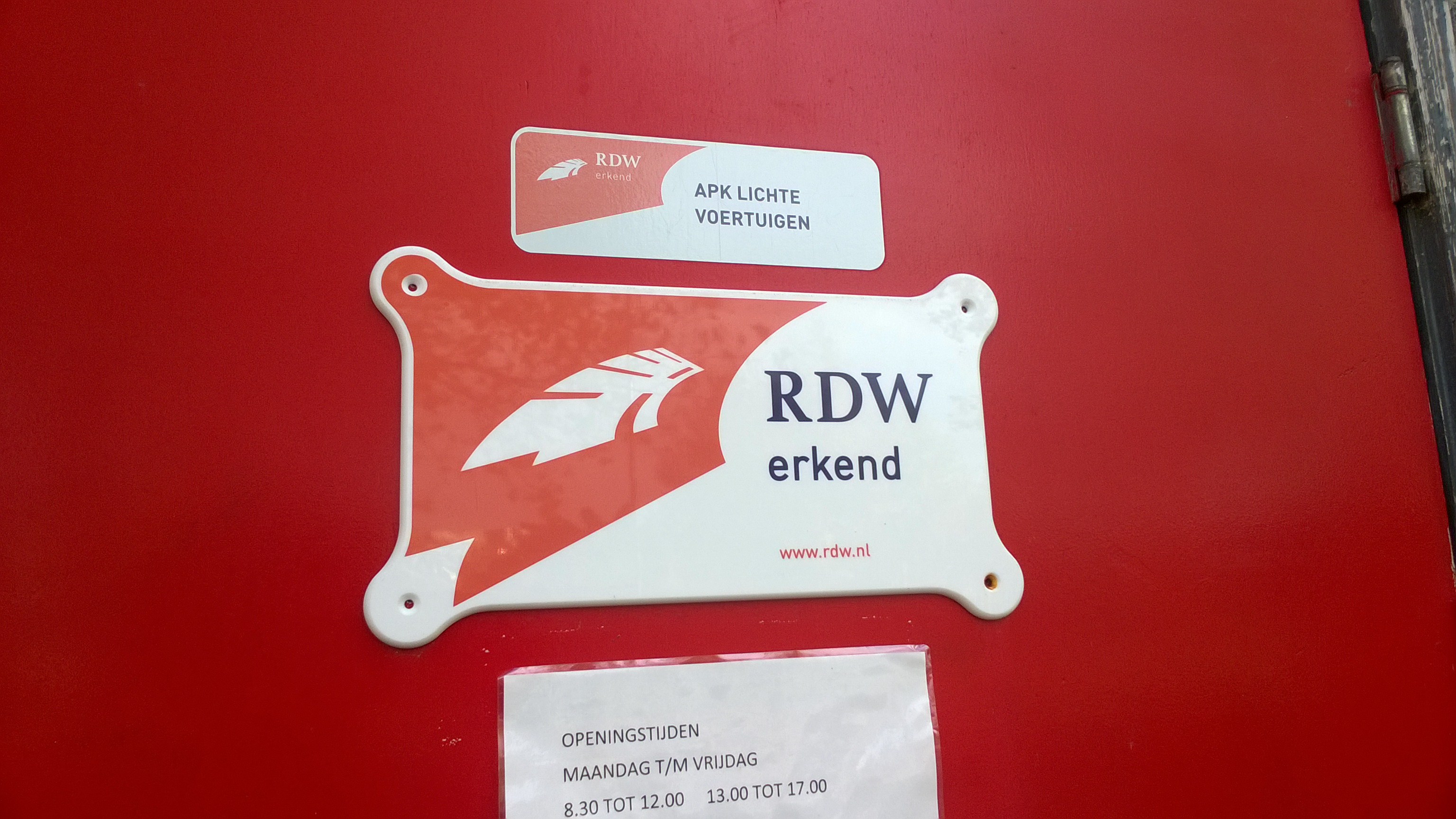
Keuringsbedrijven met een RDW-erkenning zijn herkenbaar aan een oranje/wit schild waarop staat: RDW erkend; APK lichte voertuigen

In Nederland staat de keuringsplicht beschreven in de Wegenverkeerswet 1994 en daarvan afgeleide regelingen. Volgens deze regelgeving moet elke personenauto, of bedrijfsauto met een maximummassa van 3500 kilogram of minder, regelmatig worden gekeurd. 
De apk is een momentopname en geeft geen garantie dat een auto de rest van het jaar veilig blijft om mee te rijden. De keuring geeft slechts een beeld van de technische staat van de auto op het moment van de keuring.
De keuring wordt uitgevoerd door garages en organisaties die hiervoor een vergunning hebben gekregen van de Rijksdienst voor het Wegverkeer (RDW), Centrum voor voertuigtechniek en informatie en bij de RDW zelf.
Vanaf 2009 mogen de keuringen ook worden uitgevoerd in bepaalde Belgische keuringscentra. Vanaf november 2012 kan dit ook bij een beperkt aantal ITV-stations in Spanje.
De apk is nadrukkelijk geen onderhoudsbeurt, maar wordt wel vaak gecombineerd met een beurt.

## Controle
Bij de apk let de keurmeester onder andere op de volgende onderdelen:
- verkeersveiligheid (remmen, wielophanging, schokdempers, banden, stuurinrichting, verlichting en carrosserie);
- milieu: uitlaatgassen, geen olielekkage toegestaan.

### Roetmeting
Auto's met een dieselmotor én met een bouwjaar van 1980 of later én zonder OBD ondergaan bij de apk een roetmeting. Hierbij wordt de hoeveelheid roet die de auto uitstoot gecontroleerd door de motor onbelast en volgas te laten draaien en hierbij optisch de roethoeveelheid te meten. De meting duurt enkele seconden, maar moet succesvol worden uitgevoerd alvorens goed bevonden te worden. Motoren uitgerust met Comprexlader zijn uitgesloten van de roetmeting. Nagenoeg alle auto's hebben een boordcomputer en als deze geen foutmeldingen geeft, is de roetmeting niet verplicht.

### Viergasmeting
Auto's met een benzine- of lpg-motor met een 'geregelde' katalysator én met een bouwjaar van 1993 of later moeten een zogenaamde viergasmeting ondergaan. Met behulp van een viergastester wordt gecontroleerd of de uitstoot van de uitlaatgassen de wettelijke percentages niet overschrijdt. En als dat wel zo is dan is mogelijk de katalysator defect die de meeste schadelijke stoffen omzet. Bij de viergasmeting worden de volgende gassen gemeten:
1. koolmonoxide ({\textstyle {\ce {CO}}}); dit gas is giftig en ontstaat bij een onvolledige verbranding van brandstof
2. koolwaterstoffen (hydro carbons, {\textstyle {\ce {HC}}}); dit is onverbrande brandstof die bijdraagt aan luchtvervuiling
3. zuurstof ({\textstyle {\ce {O2}}}); de hoeveelheid zuurstof in de uitlaatgassen geeft informatie over de efficiëntie van de verbranding
4. koolstofdioxide ({\textstyle {\ce {CO2}}}); dit gas draagt bij aan het broeikaseffect en wordt geproduceerd bij een goede verbranding.

### Kilometerstand
De registratie van de kilometerstand van auto's is sinds 1999 een wettelijk verplicht onderdeel van de apk. Deze kilometerstand wordt geregistreerd in de databank van de RDW. Bij de apk worden kilometerstanden gecontroleerd en vastgelegd. Indien de kilometerstand minder is dan bij vorige controle, dan krijgt de auto de melding 'kilometerstand onlogisch' bij het opvragen van de kentekencheck.

## Keuringsrapport
Als een auto is gekeurd, ontvangt de eigenaar een keuringsrapport, zowel bij een goedkeuring als bij een afkeuring van de auto. In Nederland is het niet meer verplicht om het keuringsrapport in de auto te hebben en op verzoek te tonen, maar elders kan er naar gevraagd worden.
Op het keuringsrapport worden niet alleen reparatie- en afkeurpunten aangegeven, maar ook adviespunten. Dit zijn geconstateerde gebreken die nog niet tot afkeur van de auto leiden maar wel binnen afzienbare tijd gerepareerd moeten worden.

## Afkeuring
Als een auto naar aanleiding van de apk reparaties nodig heeft, wordt deze afgekeurd. De eigenaar krijgt dan tot de vervaldatum de tijd om zijn auto te laten repareren. Gedurende de periode tot de vervaldatum mag met de auto alleen op de openbare weg worden gereden van het apk-station naar het reparatiebedrijf. Als de auto weer gerepareerd is, wordt deze alsnog goedgekeurd en afgemeld bij de Rijksdienst voor het Wegverkeer (RDW). De reparaties moeten vóór de vervaldatum van de lopende periode worden uitgevoerd. De apk mag vanaf twee maanden vóór de vervaldatum plaatsvinden.

## Herkeuring in beroep
Als iemand vindt dat zijn voertuig ten onrechte is goed- of afgekeurd en hij komt er met zijn apk-instantie niet uit, dan kan hij bij de RDW Centrum voor voertuigtechniek en informatie tegen betaling een herkeuring in beroep aanvragen. Men krijgt het bedrag van de herkeuring terug als het voertuig inderdaad onterecht is goed- of afgekeurd.

## Steekproef
De RDW laat met enige regelmaat steekproefsgewijs auto's een herkeuring ondergaan, om te controleren of de garage de auto terecht heeft goed- of afgekeurd. Dit wordt bepaald op het moment dat het keuringsresultaat van de auto bij de RDW wordt doorgegeven. In dat geval moet het voertuig 90 minuten blijven staan voordat de herkeuring kan beginnen. Gedurende deze tijd zijn de garage en de eigenaar wettelijk verplicht om geen andere reparaties aan het voertuig uit te voeren of het voertuig opnieuw in gebruik te nemen. Het doel is om bij circa 3% van alle te keuren auto's een steekproef uit te voeren. In 2020 werd echter een steekproef-percentage van 2,1% behaald bij keuringen van lichte voertuigen.

## De keurmeester
De apk wordt uitgevoerd door een keurmeester. In theorie is deze onafhankelijk, maar in de praktijk is hij dit meestal niet, omdat hij doorgaans in loondienst is bij de garage die de apk uitvoert. Omdat de apk-garage meestal ook de reparaties uitvoert die voortvloeien uit een afkeuring en daar dus extra omzet/inkomen uit heeft, heeft het bedrijf belang bij afkeuring en is er dus sprake van belangenverstrengeling. In de praktijk wordt dan ook zelden een weigering tot afgifte keuringsrapport afgegeven na een apk-controle. Meestal krijgt de eigenaar eerst te horen welke reparaties uitgevoerd moeten worden, waarna een apk met keuringsrapport volgt.
Apk's kunnen ook worden uitgevoerd bij instanties die geen reparaties doen, zoals onafhankelijke keuringsstations en de keuringsstations van de RDW. Dit waarborgt wel de onafhankelijkheid van de keurmeester.
Om het afkeuren zonder afmelden te voorkomen laat de RDW zogenaamde 'anonieme apk-keuringen' uitvoeren. Dit houdt in dat een RDW-inspecteur anoniem bij een garagebedrijf langskomt – dus zonder zich als zodanig bekend te maken – voor een apk. Als blijkt dat afkeur niet wordt afgemeld of onterecht is, kan het betreffende garagebedrijf een sanctie verwachten. In het ergste geval kan zelfs de apk-erkenning worden ingetrokken.

## Kosten
Voor de keuring bestaat geen standaard-tarief. Het tarief wordt bepaald door het bedrijf dat de keuring uitvoert. Garagebedrijven voeren de apk vaak kosteloos uit als deze wordt gecombineerd met een onderhoudsbeurt. Voor een apk zonder onderhoudsbeurt kan 15 tot 50 euro worden berekend.
Meestal berekenen garagebedrijven een toeslag voor de roetmeting, indien deze verplicht is. De roetmeting is alleen nog verplicht op voertuigen zonder on-board diagnostics (OBD) of met OBD waarbij er foutcodes tevoorschijn komen. Soms worden er ook kosten gerekend voor de viergastest. Over het algemeen berekent men ook afmeldkosten bij goedkeuring (afmelden van afkeur is gratis).

## Controle
In 2007 heeft de RDW besloten om door Justitie bij alle auto's te laten controleren of de apk niet verlopen was. Om de database op te schonen werd een regeling getroffen voor de autobezitters die hun oude auto hadden laten slopen en dat niet aan de RDW hadden doorgegeven. De bezitters van de auto's waarvan de apk was verlopen, werden automatisch beboet. De bezitters konden een boete voorkomen door de oude gegevens te corrigeren.